# Obliteración por incorporación
En sociología de la ciencia, obliteración por incorporación ocurre cuando ciertas ideas devienen tan aceptadas y comunes que quienes las propusieron dejan ya de ser reconocidos. De este modo, los creadores son olvidados ("obliterados") y el concepto pasa a ser parte del conocimiento común (es "incorporado"). La obliteración ocurre cuando "las fuentes de una idea, descubrimiento o concepto, devienen obliteradas por su incorporación al conocimiento canónico, de modo que sólo unos cuantos son todavía conscientes de su parentesco".

## Concepto
El concepto fue introducido por Robert K. Merton en 1949, aunque algunos incorrectamente lo atribuyen a Eugene Garfield, cuyo trabajo ha contribuido a la popularización de la teoría de Merton. Merton introdujo el concepto en su trabajo Teoría y Estructura Social de 1949 (aunque la edición revisada de 1968 es generalmente la más citada). Merton introdujo también la contrapartida menos conocida de este concepto, "adumbramiento" ("adumbrationism"), es decir, la atribución de conocimientos, ideas o analogías ausentes en las obras originales.
En el proceso de "obliteración por incorporación", tanto la idea como su formulación son olvidados debido al uso prolongado y generalizado, y entran en el idioma cotidiano (o al menos en el lenguaje de una determinada disciplina académica), dejándose de atribuir a su creador.
Merton señala que este proceso es mucho más común en campos altamente codificados de las ciencias naturales que en las ciencias sociales. También puede llevar a ignorar o esconder las primeras fuentes de las ideas recientes en virtud de reivindicaciones de novedad u originalidad. Allan Chapman señala que la obliteración por incorporación a menudo afecta a personas famosas, cuya atribución se considera como obvia e innecesaria, lo que conduce a su exclusión de las citas, incluso si ellos y sus ideas han sido mencionados en el texto. Marianne Ferber y Eugene Garfield, de acuerdo con Chapman, señalan que la obliteración se produce cuando el recuento de citas y la reputación de los científicos afectados ya han alcanzado niveles más altos que el promedio.

## Ejemplos
Muchos términos y frases son tan sugerentes que rápidamente sufrieron el destino de la obliteración por la incorporación. Los ejemplos incluyen:
- doble hélice de la estructura de ADN, introducido por James D. Watson y Francis Crick.
- tabla periódica de los elementos, introducido por Dmitri Mendeleev.
- profecía autocumplida, introducido por Robert K. Merton.